# Ahmet Rasim
Ahmet Rasim est un journaliste et écrivain turc, né à Constantinople en 1864, mort le 21 septembre 1932 dans cette même ville, officiellement renommée dans l'entre-temps Istanbul. 

## Biographie
À la fin du XIXe siècle, Ahmet Rasim est journaliste au Saadet dont les locaux sont situés à Babiali

## Œuvres

### Romans et nouvelles
- İlk Sevgi (1890)
- Bir Sefilenin Evrak-ı Metrukesi (1891)
- Güzel Eleni (1891)
- Mesakk-ı Hayat (1891)
- Leyâl-i Izdırap (1891)
- Mehalik-i Hayat (1891)
- Endişe-i Hayat (1891)
- Meyl-i Dil  (1891)
- Tecârib-i Hayat (1891)
- Afife (1892)
- Mektep Arkadaşım (1893)
- Tecrübesiz Aşk (1893)
- Numune-i Hayal (1893)
- Biçare Genç (1894)
- Gam-ı Hicran (1896)
- Sevda-yı Sermedî (1895)
- Asker Oglu (1897)
- Nâkâm (1897)
- Ülfet (ikinci basılışı "Hamamcı Ülfet" adıyladır) (1898)
- Belki Ben Aldanıyorum (1909)
- İki Güzel Günahkâr (1922)
- İki Günahsız Sevda (1923)

### Traductions
- Edebiyat-ı Garbiyeden Bir Nebze (1886)
- Cümel-i Hikemiye-i Ecnebiye (1886)
- Cizvit Tarihi (1887)
- Ezhâr-ı Tarihiye (1887)
- Ürani (1891)
- İki Damla Gözyaşı (1894)
- Mathilde Laroche (1894)
- La Dame aux Camelias (1895)
- Karpat Dağlarında (1896)
- Mızıkacı Yanko ve Kamyonka (1899)
- Neşide-i Ruh (1899)
- Ohlan Karısı (1900)
- Kaptan Jipson (1902)
- Madam Hardiber (1903)
- Asya Kumsallarında (1904)